# Nika-felkelés
Nika-felkelés Bizáncban 532 januárjában a kocsiversenyek rendezésére szolgáló Hippodromban kitört felkelés, amely I. Iusztinianosz császár uralma ellen irányult. A felkelés eleinte az egyes lóversenyistállók hívei közötti összetűzés volt, majd a szemben állók egyesültek, és politikai követelésekkel léptek föl. A felkelés neve is a cirkuszban kiabált Nika! azaz Győzz! felkiáltással van összefüggésben.

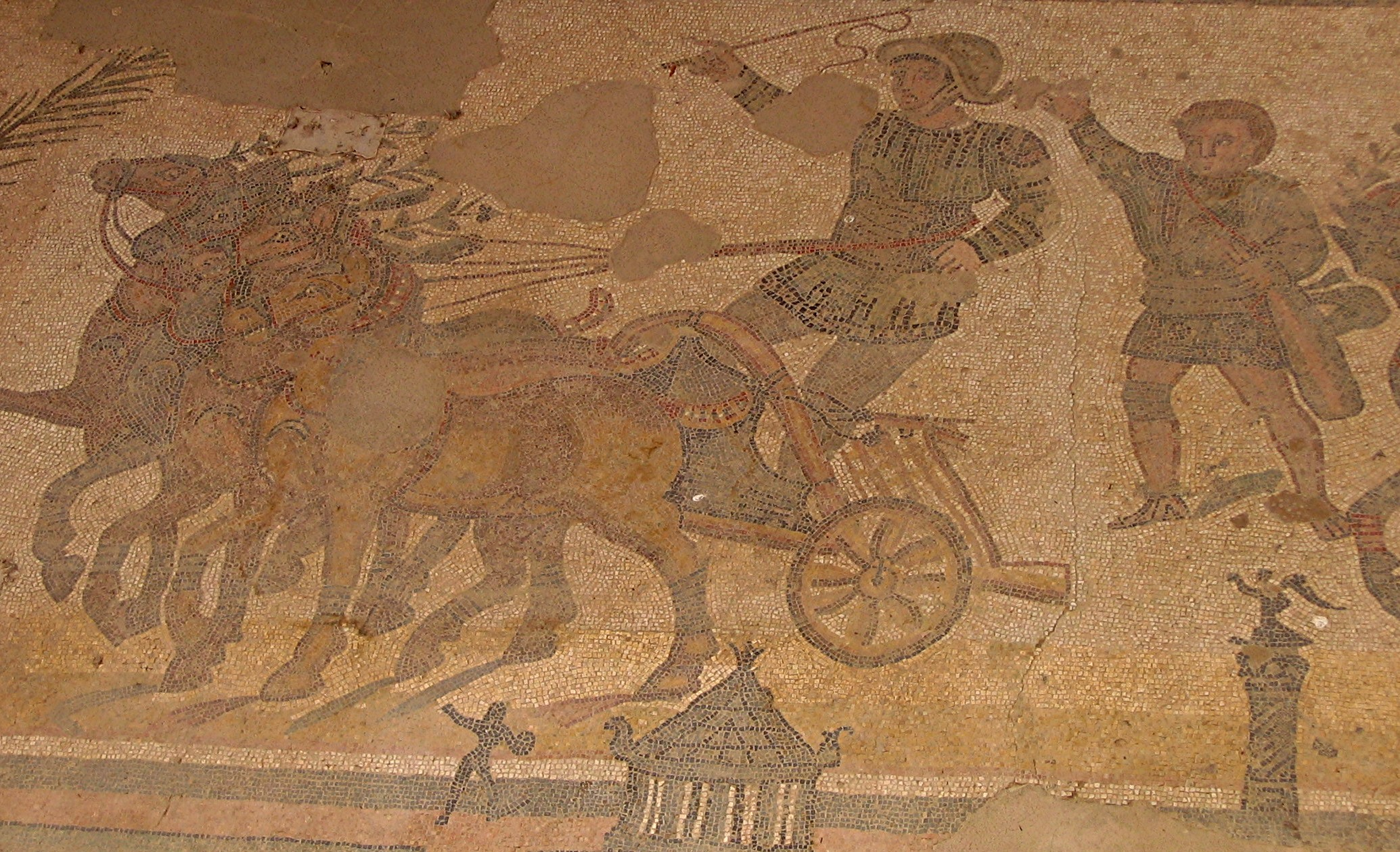
Kocsihajtót ábrázoló mozaik

## A felkelés háttere
A felkelés táptalajául szolgáló társadalmi elégedetlenségnek sok összetevője volt. Részint Iustinianusnak a Római Birodalom egységét 
helyreállítani igyekvő külpolitikájával összefüggő adóterhek, részint a vallási ellentétek okozta sérelmek szerepeltek a felkelők jelmondatai között. Elégedetlenséget okozott még Kappadókiai Jóannész praefectus praetorio és Tribonianus jogtudós néhány önkényes cselekedete (gyilkosságok, 
vagyonelkobzások) is. Az egyik korábbi kocsiverseny során a társadalmi elégedetlenség már kipattant: néhány gyilkosság történt, melyet a hatóságok 
a szemben álló szurkolók csapatai, különösen a "kékek" és a "zöldek" számlájára írtak. Iustinianus, noha maga is a "kékek"
oldalán volt, mindkét pártot megbüntette.
Ezt követően azonban 532. január 11-én a zöldek méltatlankodni kezdtek a Hippodromban jelenlévő császár jelenlétében, felhánytorgatva azt, hogy 
néhány gyilkosságot, melyet Jóannész követett el, szintén a zöldek számlájára írtak. A kékekkel vívott szópárbaj után összetűzésre került sor, 
amelynek végén a felek kiegyeztek és Iustinianus főembereinek távozását kezdték követelni. Ezt követően kitörtek a Hippodromból, kiszabadították a korábbi gyilkosságokért bebörtönzött társaikat, majd gyújtogatni kezdtek.
A felkelők egy idő után további politikai követelésekkel is felléptek, valamint császárrá koronázták Hüpatioszt, I. Anasztasziosz volt császár unokaöccsét. A városi szenátusban Órigenész szenátor az új császár mellett mondott beszédet, a többi szenátor pedig a Iustinianusszal való mielőbbi leszámolást támogatta. A lázadók közben a Hippodromban sáncolták el magukat, Hüpatiosszal együtt.

## A felkelés mértéke
"a polgárok közül azok, akiket a rendbontás fertőzése be nem szennyezett, a szemközt levő szárazföldre menekültek. A fővárost tűzbe borították,
mintha csak ellenség kerítette volna hatalmába. A Sophia-templom, a Zeuxippos-fürdő, meg a császári palotának a Propylaiától az ún. Ares házáig
terjedő része elpusztult a lángokban, s ezenkívül a tűzvész martalékává lett a Kónstantinosról elnevezett forumig húzódó mindkét oszlopcsarnok 
is, valamint módos emberek házai és nagy vagyona is. A császár pedig meg a hitvese, s a senatus egyes tagjai a palotába zárkózva tétlenek 
maradtak. A demosok továbbadták egymásnak a „Nika” (=győzz!) jelszót, s ama felkelést mostanig erről nevezik.

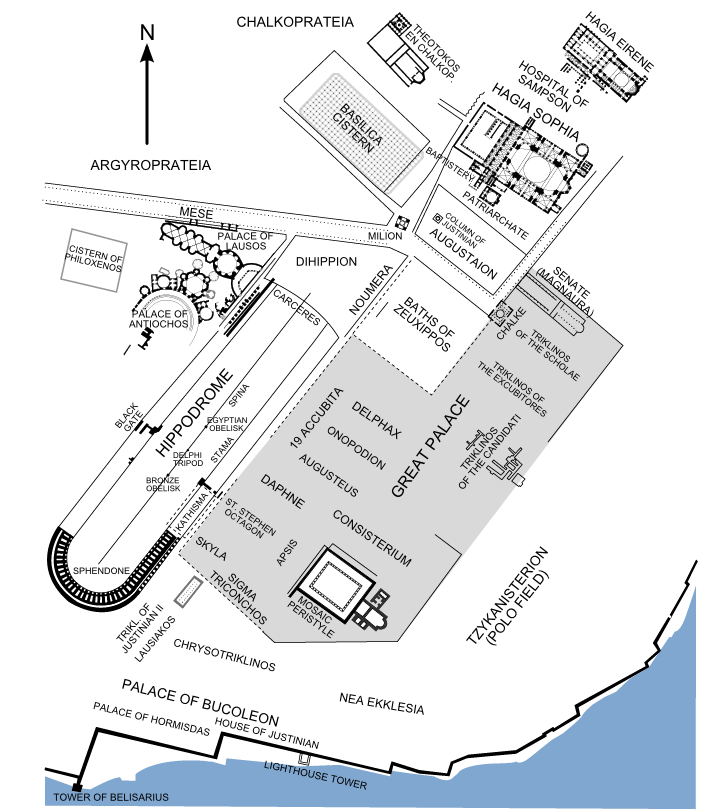
A bizánci palotanegyed és a Hippodrom

## Iustinianus reakciója
A császár először leváltotta Tribonianust és Joannészt, Phókaszt állítva a helyükre; majd megrémülve a felkelés mértékétől, már a város elhagyásán gondolkodott. Theodora császárné javaslatára azonban Bizáncban maradt, és itt várta be Beliszariosz és Mundus hadvezérek csapatait, akik hamarosan rendet is tettek a városban. Először lefizették a kékeket, emlékeztetve őket, hogy a császár maga is kék, majd január 18-án könyörtelenül leölték a már csak főleg zöldekből álló felkelőket. Állítólag 30-40 000 halálos áldozattal járt a lázadás leverése. A császár kivégeztette Hüpatioszt, a lázadó szenátorokat pedig száműzette. Ezután újjáépíttette a várost, és folytatta korábbi kodifikációs és hódító politikáját.

## Szépirodalmi feldolgozás
- Robert Graves – A vitéz Belizár (Ford.: Pálóczy Horváth György). Európa Könyvkiadó Kft. Budapest, 2002. ISBN 963077092X